# Lễ nhạc Phật giáo Việt Nam
Lễ nhạc Phật giáo Việt Nam bắt nguồn từ một loại âm nhạc cổ đại Ấn Độ. Phật giáo Việt Nam thời kỳ mới du nhập, các vị sư truyền giáo lấy âm nhạc làm nghi lễ, cũng là một phương tiện chính để truyền đạo. Tại Việt Nam được tổ chức tại các chùa.

## Hình thức
Lễ nhạc của một tôn giáo, âm nhạc là một trong sáu món cúng đường, phải được tổ chức thiết lập nghiêm chỉnh. Các bản nhạc đều căn cứ trên truyền thống cũ. Nghi lễ Phật giáo chia thành hai loại:
- Nghi lễ truyền thống: thì sử dụng nhạc cổ điển, theo địa phương của nơi diễn ra nghi lễ.
- Nghi lễ đại chúng: Thống nhất theo tiếng địa phương để mọi người tham dự cùng họa theo. Vận dụng thời gian không gian thích hợp cho đại lễ.

Âm thanh là một khoa học, được thể hiện qua vô số tín hiệu khác nhau, mang những sắc thái huyền nhiệm.

## Những điểm thống nhất trong nhạc lễ Phật giáo
Nét chính của văn hóa Phật giáo, vì nó phản ảnh được đời sống an lạc, giải thoát, tinh thần thoát tục, siêu phàm, tùy duyên mà bất biến, bất biết mà tùy duyên. Tất cả các cấp Giáo hội phải quan tâm hỗ trợ, phối hợp đồng đều thống nhất về nghi lễ là quan trọng. Không thể người ngoài đánh giá sai lầm cho nhạc lễ.